# Android Oreo
Android Oreo (codificat Android O în timpul dezvoltării) este cea de-a opta actualizare majoră și cea de-a 15-a versiune a sistemului de operare Android. A fost lansat pentru prima oară ca previzualizare a dezvoltatorului de calitate alfa în martie 2017 și a fost pus la dispoziția publicului la 21 august 2017.